# Sutton St James
Sutton St James – wieś i civil parish w Anglii, w Lincolnshire, w dystrykcie South Holland. W 2011 civil parish liczyła 1118 mieszkańców.